# Heinrich Lindenbrog
Heinrich Lindenbrog (* 10. Februar 1570 in Hamburg; † 15. Juli 1642) war ein deutscher Bibliothekar.

## Leben
Heinrich Lindenbrog war ein Sohn des Hamburger Notars und dänischen Geschichtsforschers Erpold Lindenbrog (1540–1616). Er hatte einen Bruder namens Heinrich, der früh verstarb. Der andere Bruder Friedrich Lindenbrog (1573–1648) war Philologe und Handschriftensammler.
Die Schulausbildung der Brüder Lindenbrog ist nicht dokumentiert. Im Frühjahr 1592 schrieben sie sich in das Matrikel der Universität Helmstedt ein. Sie setzten das Studium bei Justus Lipsius und Joseph Justus Scaliger an der Universität Leiden fort. Vor allem Joseph Justus Scaliger hatte signifikanten Einfluss auf den Werdegang der Brüder. Heinrich Lindebrog war danach mit seinem Freund (und späteren Gottorfer Kammerrat) Johan van Wouwer in Frankreich und besuchte mit diesem Klosterbibliotheken. Dies führte zu der Beschuldigung eines Mönches, sie hätten 16 Manuskripte aus dem Kloster St. Victor in Paris entwendet, so dass man sie les Corsairs de Hambourg nannte. Nach der Überlieferung musste Heinrich Lindenbrog deshalb in ein Gefängnis, aus dem er aber nach wenigen Tagen auf Intervention des Historikers Pierre Dupuy wieder entlassen wurde. Lindenbrog bestritt diese Beschuldigung zeitlebens.
1610 wurde er Bibliothekar des Herzogs Johann Adolf von Holstein in dessen Bibliothek auf Schloss Gottorf und behielt diese Stelle auch unter Herzog Friedrich III. bis zu seinem Lebensende bei. Er vereinnahmte die kostbarsten Bände der Bibliothek des Klosters Bordesholm in die herzogliche Bibliothek und war auch als Philologe tätig. 1595 edierte er den Policraticus von Johannes von Salisbury und 1614 gab er De Die Natali des Censorinus heraus.
Heinrich Lindenbrog wurde in der Familiengruft im Alten Hamburger Dom beerdigt. Bei dessen Abbruch wurden seine Gebeine wie die aus den anderen Gräbern zu ewigen Tagen auf den St. Michaelis-Friedhof am Dammtor umgebettet.

## Schriften
- Joannis Sarisberiensis Policraticus, sive De Nugis Curialium. et vestigiis Philosophorum. Leiden: Plantin 1595
- Censorini Liber De Die Natali. Henricus Lindenbrogius recensuit, & Notis illustravit. Hamburgi: In Bibliopolio Heringiano 1614

Digitalisat, Staats- und Universitätsbibliothek Hamburg
2. erweiterte Auflage, Leiden 1642 Digitalisat, Bayerische Staatsbibliothek